# Mormântul lui Traian Vuia
Mormântul lui Traian Vuia este un monument istoric aflat pe teritoriul municipiului București.